# Dysagrioninae
Dysagrionini
Sous-famille
Tribu
Les Dysagrionini sont la seule tribu fossile de la sous-famille des Dysagrioninae de la famille des Dysagrionidae, une famille d'insectes Odonates.
Selon Paleobiology Database en 2023, la sous-famille Dysagrioninae serait aussi un synonyme de la famille des Dysagrionidae alors que celle-ci a une autre sous-famille Petrolestinae décrite.

## Classification
Cette sous-famille des Dysagrioninae est décrite par le paléontologue américain Theodore Dru Alison Cockerell (1866-1948) en 1908,. 
La tribu des Dysagrionini est aussi décrite par le paléontologue américain Theodore Dru Alison Cockerell (1866-1948) en 1908,

### Fossiles
Selon Paleobiology Database en 2023, vingt-trois collections de fossiles, pour cinquante-et-une occurrences sont référencées : 
- Miocene : une collection de Bulgarie et une de Croatie ;
- Éocène : Canada (7 en Colombie-Britannique), Danemark (1), Russie (2), Royaume-Uni (1), États-Unis (10: Colorado, Washington, Wyoming) ;

## Tribu et genres
La sous-famille Dysagrioninae a une tribu incluse Dysagrionini et neuf genres fossiles, :
- †Allenbya Archibald and Cannings, 2022
- †Dysagrion Scudder, 1878
- †Dysagrionites Archibald and Cannings, 2021
- †Electrophenacolestes Nel and Arillo, 2006
- †Okanagrion Archibald and Cannings, 2021
- †Okanopteryx Archibald and Cannings, 2021
- †Phenacolestes Cockerell, 1908
- †Primorilestes Nel et al., 2005
- †Stenodiafanus Archibald and Cannings, 2021[2],[3]

Selon Paleobiology Database en 2023, le périmètre de la tribu semble exactement le même que celui de la sous-famille,.

### Genre type
Le genre type de la tribu des Dysagrionini est 
- †Dysagrion Scudder, 1878[3].

### Publication originale
- [1908] (en) Theodore Dru Alison Cockerell, « Fossil Insects from Florissant, Colorado », Bulletin of the American Museum of Natural History, vol. 24,‎ 1908, p. 59-69.